# 투헤이티아 파키

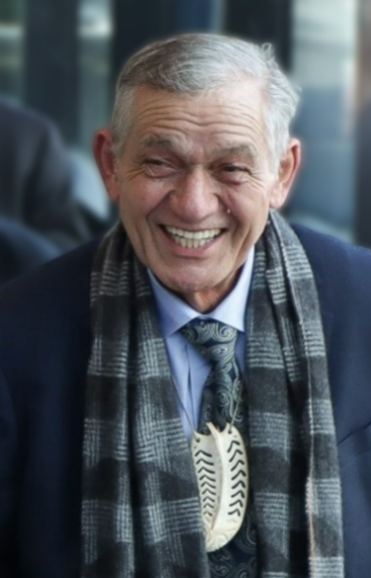

투헤이티아 파키(Tūheitia Paki, 본명: Tūheitia Pōtatau Te Wherowhero VII GCCT KStJ, 1955년 4월 21일~2024년 8월 30일)는 킨기 투헤이티아(Kīngi Tūheitia)로 즉위했으며 2006년부터 2024년 사망할 때까지 마오리 왕으로 통치했다. 이전 마오리 군주의 장남이었다. 테 아리키누이 다메(Te Arikinui Dame) 테 아타이랑기카아후(Te Atairangikaahu)가 그녀의 후계자로 발표되어 그녀의 장례식(Tangihanga)이 거행된 날인 2006년 8월 21일에 즉위했다.
활동 중 그는 기관으로서의 킨기탕가와 마찬가지로 정치에도 참여했다. 2024년 1월, 마오리에 대한 제6대 국가 정부의 정책과 킨기탕가족이 퇴행적이며 "수십 년간의 치열한 정의"를 뒤집을 것이라고 믿었던 와이탕이 조약에 대응하기 위해 마오리 통합의 국가 후이를 개최했다.
투헤이티아는 마오리의 최대 문화 축제인 테 마타티니(Te Matatini)와 해밀턴 (뉴질랜드)의 키리키리로아 마라에(Kirikiriroa Marae)의 후원자였다. 수많은 국빈 방문을 하고 다른 군주들을 만났는데, 가장 최근은 2023년 찰스 3세의 대관식에서였다. 투헤이타는 또한 사이클론 가브리엘의 여파로 기후 변화에서 살아남은 마오리족을 옹호했다.
투헤이티아는 평생 동안 건강이 좋지 않아 어려움을 겪었다. 18번째 코로네이하나(대관식)가 있은 지 일주일이 지난 2024년, 투헤이티아는 실패한 심장 수술에서 회복한 뒤 병원에서 사망했다. 후임자는 장례식 당일 결정될 것으로 예상된다.